# Mihail Kogălniceanu
Mihail Kogălniceanu (ur. 6 września 1817 w Jassach, zm. 1 lipca 1891 w Paryżu) – rumuński historyk, publicysta i polityk. 11 października 1863, po utworzeniu unii Mołdawii i Wołoszczyzny (rządzonych przez Aleksandra Jana Cuzę), został premierem Rumunii.
Z powodzeniem forsował rozwiązania legislacyjne mające na celu sekularyzację własności monasterów (ustawy przyjęte 25 grudnia 1863 r.). Jednakże jego działania dotyczące reformy rolnej zakończyły się wystosowaniem wotum nieufności względem jego rządu i rezygnacją premiera w 1865 roku.